# マファルダ・カポネ
マファルダ・カポネ（Mafalda Capone、1912年1月28日 - 1988年3月25日）はカポネ家の次女。
子供の頃から、兄たちに比べて甘やかされて育てられたため、家族の中で1番冷血な性格だった。言葉遣いも悪かったという。
1930年12月14日（日曜日）、シセロの聖メアリー教会で23歳のジョン・J・マリトーテと結婚する。マファルダは18歳。挙式には4000人の招待客が参列した。式では全長2.7メートル、高さ1.2メートル、幅0.9メートルで制作費2100ドルというウェディングケーキが用意された。新郎ジョンは暗黒街と関係との持っており表の顔は「映写技師」だが、もうひとつの顔はフランキー・“ダイヤモンド”・マトリーテというギャングスターの弟だった。そのため政略結婚だという噂が少なからずあった。しかし、結婚式には、この頃逮捕を恐れていた兄のアル・カポネの姿は無かったという。この式でカポネの部下5人が銃の不法所持で警察に連行されている。
新婚生活のためにアルから5万ドルまたは7万5千ドルという資金と家を受け取ったという。
後年はパン屋を営んでいた。店を切り盛りしていたのは亭主ではなくマファルダだった。カポネ家と親しかった人によると、彼女は乱暴で、短期で、口が悪く、兄のアル・カポネとはまったく逆だったという。しかし、彼女は太ってはいたが美人だったという。